# بیلی بوتریل
بیلی بوتریل (انگلیسی: Billy Bottrill؛ ۸ ژانویه ۱۹۰۳ – ۲۹ سپتامبر ۱۹۸۶) بازیکن فوتبال اهل بریتانیا بود.
از باشگاه‌هایی که در آن بازی کرده‌است می‌توان به باشگاه فوتبال یورک سیتی، باشگاه فوتبال روترهام یونایتد، باشگاه فوتبال ولورهمپتون واندررز، باشگاه فوتبال نلسون، باشگاه فوتبال چسترفیلد، باشگاه فوتبال هادرزفیلد تاون، و باشگاه فوتبال میدلزبرو اشاره کرد.